# Galmsbøl Sogn
Galmsbøl Sogn (på tysk Kirchspiel Galmsbüll) er et sogn i det nordvestlige Sydslesvig, tidligere i Bøking Herred (Tønder Amt), nu Galmsbøl Kommune i Nordfrislands Kreds i delstaten Slesvig-Holsten. Sognet består af flere oktrojerede koge.
I Galmsbøl Sogn findes flg. stednavne:
- Galmsbøl Hallig
- Juliane-Marie Kog
- Klægsøkog (den nordlige del)
- Mariekog
- Ny Galmsbølkog